# Schienen

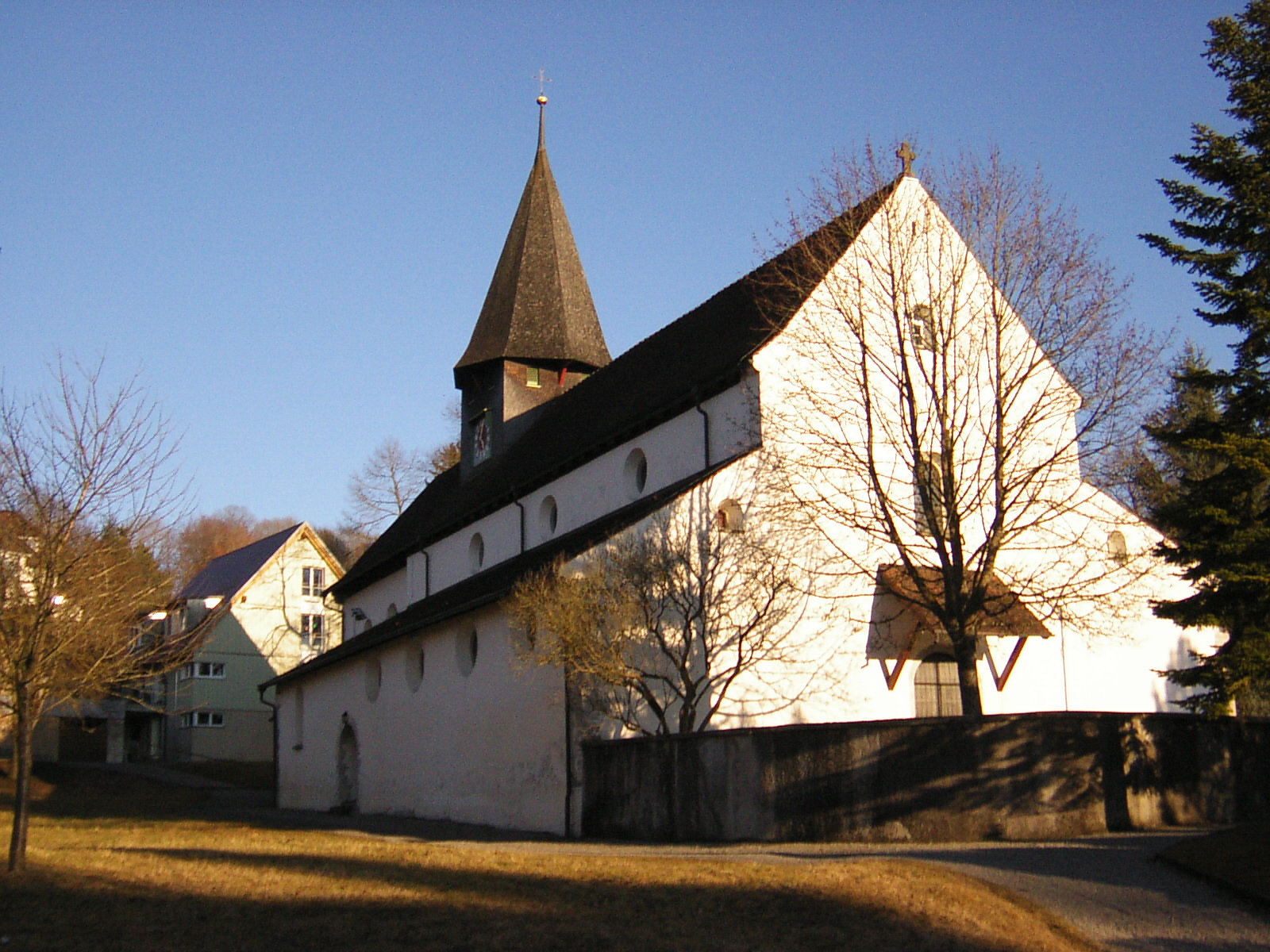
St. Genesius Kirche in Schienen

Schienen ist eine ehemals selbständige Gemeinde und heutiger Ortsteil der Gemeinde Öhningen im Landkreis Konstanz in Baden-Württemberg in Deutschland an der Grenze zur Schweiz.

## Geographie
Schienen liegt auf dem Bergrücken Schiener Berg, der den höchsten Punkt der in den Bodensee vorspringenden Landzunge Höri bildet. Die Höri trennt die Zeller See und Untersee genannten Teile des Bodensees.

## Geschichte
Nach einer Handschrift aus dem 9. Jahrhundert wurden um das Jahr 800 herum auf Veranlassung des Grafen Scrot von Florenz aus dem Kloster Reichenau Teile der Gebeine der heiligen Genesius und Eugenius in die Michaelskapelle auf dem Schiener Berg gebracht. Zur Überprüfung dieser Translatio kamen 801 König Pippin von Italien und Bischof Radolt von Verona nach Schienen. Aus der geistlichen Gemeinschaft bei der Michaelskapelle entwickelte sich im 9. Jahrhundert das Kloster Schienen. 909 kam das Kloster in Schienen an das Kloster Reichenau und wurde später als Propstei erwähnt. Im 11. Jahrhundert entstand die frühromanische Basilika in Schienen. Zusammen mit der Zerstörung der Schrotzburg durch den Schwäbischen Städtebund wurde 1441 der Ort Schienen niedergebrannt. Mit dem Kloster Reichenau ging der Ort Schienen 1540 an den Bischof von Konstanz über. Nach der Reformation und dem Dreißigjährigen Krieg setzten Wallfahrten nach Schienen ein. 1803 fiel Schienen durch den Reichsdeputationshauptschluss als Teil des Hochstifts Konstanz an Baden und zählte bis 1810 zum Amt Bohlingen, dann zum Bezirksamt Radolfzell und ab 1872 zum Bezirksamt Konstanz, aus dem 1939 der Landkreis Konstanz wurde. Am 1. Januar 1975 wurde Schienen in die Gemeinde Öhningen eingemeindet.